# Åsa Forsblad Morisse
Åsa Maria Kristina Forsblad Morisse, född Forsblad 30 november 1967 i Lund, är en svensk skådespelare. Hon är gift med Aksel Morisse.

## Biografi
Forsblad har varit engagerad vid Orionteatern, Stockholms stadsteater – Backstage, Göteborgs stadsteater, Unga riks, Ensembleteatern Ivanov samt Uppsala Stadsteater. Hon TV-debuterade 1998 i serierna S:t Mikael och Dolly & Dolly.

## Filmografi
- 1998 - Dolly & Dolly
- 1998 - S:t Mikael
- 2001 - Jordgubbar med riktig mjölk
- 2001 - Hipp Hipp!
- 2003 - Novembersnö
- 2004 -  Hotet
- 2008 - Livet i Fagervik
- 2009 - De halvt dolda
- 2009 - Wallander - Läckan
- 2023 -  Thunder in My Heart

## Teater

### Roller (ej komplett)
| År   | Roll                                | Produktion                                                                 | Regi                    | Teater                        |
| ---- | ----------------------------------- | -------------------------------------------------------------------------- | ----------------------- | ----------------------------- |
| 2006 |                                     | Karriär Torbjörn Flygt                                                     | Dennis Sandin           | Malmö Dramatiska Teater       |
| 2009 |                                     | Sitt still i båten (Don’t Rock The Boat) Robin Hawdon(en)                  | Dennis Sandin           | Ystads Stående Teatersällskap |
| 2009 |                                     | 7:3. Återbesöket Dennis Magnusson                                          | Dennis Sandin           | Uppsala stadsteater           |
| 2011 | Jenny                               | Tolvskillingsoperan (Die Dreigroschenoper) Bertolt Brecht och Kurt Weill   | Dennis Sandin           | Uppsala stadsteater           |
| 2014 |                                     | Stjärnan och odjuret Dennis Magnusson                                      | Sara Cronberg           | Uppsala stadsteater           |
| 2014 |                                     | Två herrars tjänare (Il servitore di due padroni) Carlo Goldoni            | Dritëro Kasapi          | Uppsala stadsteater           |
| 2014 |                                     | Morbror Vanja (Дядя Ваня, Djadja Vanja) Anton Tjechov                      | Yana Ross               | Uppsala stadsteater           |
| 2015 |                                     | Partiledaren som klev in i kylan Daniel Suhonen                            | Dennis Sandin           | Uppsala Stadsteater           |
| 2015 |                                     | Tjock-Steffe Martin Lindberg                                               | Martin Lindberg         | Uppsala stadsteater           |
| 2015 |                                     | Ordets makt Ola Larsmo, Martin Lindberg, Åsa Lindholm och Lucia Cajchanova | Linus Tunström          | Uppsala stadsteater           |
| 2016 |                                     | Att göra en Tartuffe Dennis Magnusson                                      | Dennis Sandin           | Uppsala stadsteater           |
| 2017 |                                     | Som i en dröm                                                              | Birgitta Egerbladh      | Uppsala stadsteater           |
| 2018 | Penelope LaPlante                   | Ett skri i natten Anders Lundin och Hans Marklund                          | Hans Marklund           | Uppsala Stadsteater           |
| 2018 |                                     | Den talangfulle Mr Ripley (The Talented Mr Ripley) Patricia Highsmith      | Jonas Österberg Nilsson | Uppsala stadsteater           |
| 2019 | Sandra Bloom                        | Big Fish John August och Andrew Lippa                                      | Ronny Danielsson        | Uppsala Stadsteater           |
| 2020 | Marie                               | Meningen med döden Erik Gedeon                                             | Erik Gedeon             | Uppsala stadsteater           |
| 2020 |                                     | Århundradets kärlekssaga Märta Tikkanen                                    | Hedvig Claesson         | Uppsala stadsteater           |
| 2021 | Shu, vetenskapsofficerare (en korp) | Djur som hatar människor Erik Gedeon                                       | Erik Gedeon             | Uppsala stadsteater           |
| 2021 |                                     | Svindlande höjder (Wuthering Heights) Emily Brontë                         | Melody Parker           | Uppsala stadsteater           |
| 2022 |                                     | Älskad, saknad Malin Lagerlöf                                              | Carl Johan Karlson      | Uppsala stadsteater           |
| 2024 |                                     | Rosens namn (Il nome della rosa) Umberto Eco                               | Carolina Frände         | Uppsala stadsteater           |
| 2025 | Trish                               | Kinky Boots Harvey Fierstein och Cyndi Lauper                              | Ronny Danielsson        | Uppsala stadsteater           |